# Onthophagus pinguis
Onthophagus pinguis är en skalbaggsart som beskrevs av Gerstaecker 1871. Onthophagus pinguis ingår i släktet Onthophagus och familjen bladhorningar. Inga underarter finns listade i Catalogue of Life.